# Willie Alexander
Willie „Loco“ Alexander (* 13. ledna 1943, Filadelfie) je americký zpěvák a klávesista, nejvíce známý jako člen závěrečné sestavy skupiny The Velvet Underground.

## Život
Narodil se ve Filadelfii ve státě Pensylvánie. Byl synem baptistického ministra. V šedesátých letech opustil rodnou Pensylvánii a přestěhoval se do Bostonu, kde založil folkové duo Baba & Willie Loco. V roce 1964 spoluzaložil skupinu The Lost. Roku 1967 byl členem skupiny Glass Menagerie, ve které se setkal s dalším pozdějším členem The Velvet Underground Dougem Yulem. V roce 1971 se stal členem skupiny The Velvet Underground, kterou v následujícím roce opustil. Dne 24. února 1974 hrál spolu s Walterem Powersem v nahrávce písně „I'm Sticking with You“, což byl duet Maureen Tuckerové a Jonathana Richmana (píseň vyšla až v roce 1980). Roku 1975 vydal tři sólové singly a založil skupinu Boom Boom Band. Skupina vydala dvě alba pro MCA Records a v roce 1978 se rozpadla. V roce 1981 vyšlo první Alexanderovo sólové album Solo Loco. Po vydání debutového alba zakládá skupinu Confessions, která vydala také dvě alba a rozpadla se. Roku 2008 vystoupil jako host při koncertu skupiny Yo La Tengo.

## Diskografie

### Sólová
- Solo Loco (1981)
- Tap Dancing on My Piano (1986)
- The Dragons Are Still Out (1988)
- Greatest Hits (1988)
- Fifteen Years of Rock & Roll with Willie Alexander (1991)
- Willie Loco Boom Boom Ga Ga 1975-1991 (1992)
- Private WA (1993)
- The Holy Babble (1996)
- Loco in Beantown (1999)
- The New Rose Story 1980-2000 (2001)
- Solo Loco Redux (2002)
- Vincent Ferrini's Greatest Hits (2009)

### Willie Alexander and the Persistence of Memory Orchestra
- Willie Alexander's Persistence of Memory Orchestra (1993)
- The Persistence of Memory Orchestra: The East Main St. Suite (1999)

### Willie Alexander and the Boom Boom Band
- Sperm Bank Babies (1978; neautorizovaný bootleg)
- Willie Alexander and the Boom Boom Band (1978)
- Meanwhile... Back in the States (1978)
- Pass the Tabasco (1996 - reissue of the two first albums)
- Loco Live 1976 (2001)
- Dog Bar Yacht Club (2005)

### Willie Alexander and the Confessions
- Autre Chose (live, 1982)
- A Girl Like You (1982)

### Fish Eye Brothers
- When the Swan was on the Boulevard (2009)

### The Bagatelle
- The 11 p.m. Saturday LP (1968)

### The Lost
- Early Recordings, Demos, Acoustic and Live 1965-1966 (1996)

### The Velvet Underground
- Final V.U. 1971-1973 (2001)